# Donna Troy
Donna Hinckley Stacy Troy é uma personagem fictícia, uma super-heroína no Universo DC, irmã mais nova de Mulher-Maravilha. Criada por Bob Haney e Bruno Premiani, estreou na revista ''Brave and the Bold'' #60 em julho de 1965. Conhecida por suas múltiplas histórias de origem e retcons, é considerada uma das personagens mais amadas e de complexidade multiversal da DC.  Como Moça Maravilha, ela foi uma das fundadoras dos Novos Titãs e ao longo dos anos a personagem usou outras identidades tais como Darkstar, Tróia e até mesmo Mulher-Maravilha.  Sua habilidade de lembrar-se das diferentes versões de si mesma estabeleceu-a como uma ligação viva com o Multiverso. Ela atuou como Mulher-Maravilha durante o ano de desaparecimento de sua irmã Diana  após a Crise Infinita.

## História
Misticamente criada a partir de um fragmento da alma da Mulher-Maravilha, a garota conhecida simplesmente como Donna Troy foi resgatada de um edifício em chamas por Reia, Rainha dos deuses Titãs Mitológicos, e levada a Nova Cronos. Os deuses deram a ela o nome Troy, garantindo-lhe, e a outras onze crianças órfãs de diversas partes do cosmo, superpoderes e vasto conhecimento, acreditando na profecia de que uma destas onze “sementes” os salvaria um dia de uma grande ameaça que causaria sua extinção.

De volta à Terra, com 13 anos e sem memórias de Nova Cronos, Donna encontrou inspiração na Mulher-Maravilha da Segunda Guerra Mundial (Rainha Hipólita de Themiscyra, durante uma viagem temporal) e foi a primeira heroína a adotar o nome de Moça Maravilha.

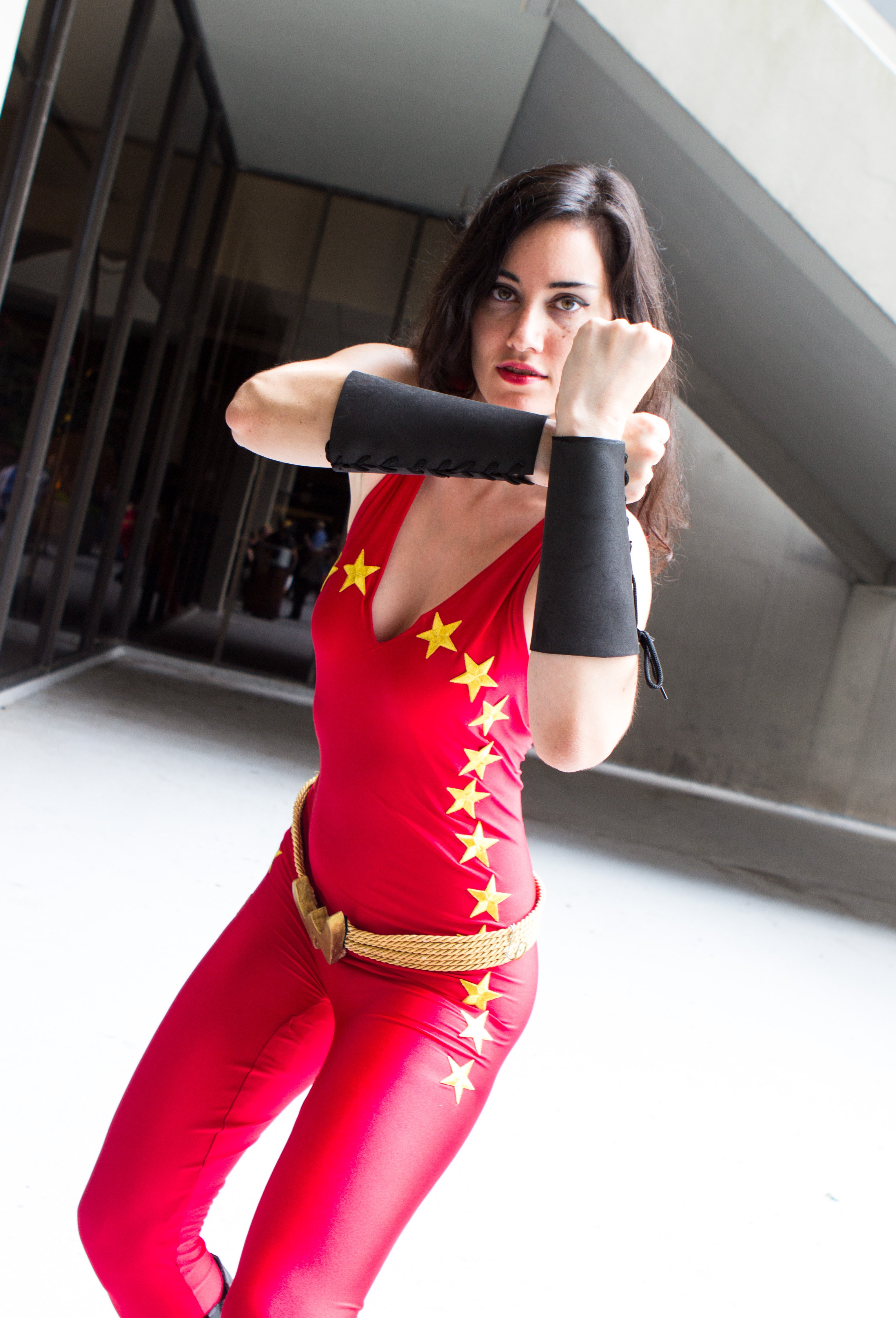
Cosplayer na Dragon Con 2013

Junto com Robin, Kid Flash e Aqualad, Donna sugeriu o nome de "Turma Titã" para o grupo formado por eles. Viveram várias aventuras até a equipe se dissolver. Tempos depois veio a se juntar ao grupo formado por Ravena, para derrotar Trigon. Desde então, Donna passou por várias situações, tanto como heroína, quanto como civil. Conheceu os pais adotivos com a ajuda de Robin, casou-se com Terrance Long, engravidou, deu à luz Robert Long e liderou o grupo em algumas situações. Enfrentou a contraparte futurística de seu filho junto aos Titãs, renunciou aos seus poderes, descobriu tudo sobre sua criação e sobre Anjo-Negro, tornou-se uma Darkstar, se envolveu em um romance com Kyle Rayner, o Lanterna Verde e, mais tarde, com Roy Harper, o Arsenal, recuperou seus poderes e memória com a ajuda de Kid Flash e Mulher-Maravilha. Tempos depois, junto a Arsenal, Asa Noturna, Tempest e Flash, Donna reorganizou os Titãs e mais tarde, aparentemente perdeu a vida, nas mãos de um robô renegado do Superman.
Recentemente, entretanto, os Titãs e os Renegados descobriram que sua amiga estava vivendo entre os Deuses Titãs, como Deusa da Lua e esposa de Coeus. Os deuses a reconheceram como a salvadora e a confundiram com falsas memórias de sua vida prévia, temendo que ela voltasse sua atenção à humanidade e abandonasse a liderança para um Novo Universo. Donna resistiu ao controle e retornou com seus amigos à Terra, onde recrutou heróis para a formação de um grupo para enfrentar uma Crise que ameaçou toda a humanidade.
Após um ano dos eventos de Crise Infinita, Donna assumiu o manto de Mulher-Maravilha por um arco, e depois Diana retomou seu papel.
Durante o Ponto de Ignição, Donna desapareceu junto com o Garth e recentemente, ela voltou, mas já não era mais a mesma heroina forte e gentil como costumava ser, ela tinha sido uma adversária difícil para a Mulher-Maravilha, mas aos poucos, ela foi recuperando a sua bondade e recentemente se une ao Grayson e ao Garth no evento "Caça aos Titãs" Ela logo se une ao Roy Harper, o Arsenal e ex-parceiro de Jason Todd o Capuz Vermelho.
Após o evento Renascimento, Donna junto com o Dick (que volta a ser o Asa Noturna), Garth (Tempest), Roy (Arsenal) e Lilith (A Sina) se reencontram com o Wally West original, e eles ajudam o Wally a encontrar a sua origem.                        Pouco tempo após a reinicialização de The New 52, em 2011, que se seguiu à história do Flashpoint , a DC    uma nova origem da personagem foi revelada: Donna  é um golem mágico criado para destruir a Mulher Maravilha, que foi resgatada pelas Amazonas e que sofreu lavagem cerebral e implante de memórias falsas. 

## Poderes, habilidades e equipamentos
Donna Troy, possui poderes similares aos da Mulher Maravilha, como uma força e resistência super humanamente aprimoradas e a capacidade de voar, super velocidade e reflexos. Ela pode se mover com suficiente rapidez, para desviar projéteis através de seu par de braceletes metálicos que refletem diversos tipos de ataques; além disso, ela possui uma extraordinária habilidade combatente, tendo sido treinada como guerreira das Amazonas, se destacando em muitas técnicas de luta, desarmadas e com armas.  Ela também utilizava um laço dourado extremamente durável, para atacar a longa distância e laçar seus inimigos, mais posteriormente aderiu o laço da persuasão, com o efeito mágico que obriga qualquer pessoa laçada a fazer o que ela manda, desde que a sua força de vontade seja inferior a Donna. Como o laço da verdade da Mulher Maravilha, o laço da persuasão também é indestrutível.Nas histórias atuais Donna também empunha uma espada e um escudo indestrutíveis. Ela também retém sua vasta força sobre-humana, velocidade, vôo, manipulação do destino e longevidade. No entanto, foi revelado por sua versão maligna futura, Troia, que Donna pode aumentar o nível de seus poderes se a personagem matar todos os seus inimigos.

## Em outras mídias

### Animação
- A primeira aparição da personagem em animação foi no segmento "Teen Titans" na série da Filmation The Superman/Aquaman Hour of Adventure (1967), o grupo era formado por Ricardito, Kid Flash e Aqualad. Dublada por Julie Bennett.
- Devido a questões legais, a Donna Troy não pôde aparecer na série Teen Titans, mas ela foi vista em breves participações durante a temporada final da série. Mais tarde, ela foi adicionado nos quadrinhos dos Teen Titans Go! Na edição 36 em outubro de 2006, apresentada a versão de Moça Maravilha que aparece na série animada Teen Titans, como parte da equipe. Ela é vista brevemente na edição anterior em uma participação especial em Themiscyra e, desde então, apareceu em edições subsequentes da série.
- Donna é uma das personagens principais, juntamente com Supergirl e Batgirl em DC Nation Shorts, nos curtas Super Best Friends Forever, dublada por Grey DeLisle.
- Donna Troy/Tróia aparece em Young Justice, com Gray DeLisle reprisando seu papel. Ela estréia no episódio da terceira temporada Royal We como embaixadora de Themyscira na ONU ao lado de Garth of Atlantis, e continua aparecendo em "Influence" e "Elder Wisdom". Havia planos para o personagem aparecer nos episódios da segunda temporada Satisfaction e, Endgame, mas esses planos não foram concretizados.

### Televisão
- A primeira versão de Donna Troy em live action é apresentada  na série Titans, onde é interpretada por Conor Leslie que foi parte do elenco principal na 2° e 3° temporada. Donna era uma jovem que perdeu os pais em um incêndio, até ser resgatada pela Mulher-Maravilha, que a leva para Themyscira, o lar das Amazonas. Lá, a garota é criada como uma das guerreiras e logo passa a combater o crime ao lado da heroína. Troy acompanhava Diana até mesmo nas reuniões da Liga da Justiça, onde conheceu Dick Grayson, o Robin, que acabou se tornando seu melhor amigo. Porém, os caminhos da dupla se desencontraram após ela abandonar a carreira heróica, que só retomou após cruzar o caminho de Grayson, que formava sua nova equipe.[6]

### Jogos
- Donna Troy aparece em DC Universe Online, dublada por Deena Hyatt.
- Donna é uma personagem jogável em Lego DC Super-Villains, dublada por Julie Nathanson.